# Митрополит београдски Кирил
Кирил (грч. Κύριλλος) је био београдски митрополит од 1825. до 1827. године.
Припадао је јерахији Цариградске патријаршије, а претхоно је служио као месемвријски митрополит.

## Биографија
Рођен је у Кривој Паланци (тадашња Јегри-паланка), а школовао се у Цариграду. Када је 1825. године дотадашњи београдски митрополит Агатангел изабран за халкидонског митрополита, Архијерејски синод у Цариграду је у августу исте године за његовог наследника у Београдској епархији изабрао Кирила-Грка. Нови београдски митрополит је блиско сарађивао са српским кнезом Милошем, али био је слабог здравља и умро је у Београду (14.) 26. фебруара 1827. године.
На његово место је исте године изабран дотадашњи ловечки митрополит Антим.